# الزاوية البوبكرية (السيفة الجنوبية)
الزاوية البوبكرية هو دُوَّار يقع بجماعة السيفا، إقليم الرشيدية، جهة درعة تافيلالت في المملكة المغربية. ينتمي الدوّار لمشيخة السيفة الجنوبية التي تضم 3 دواوير. يقدر عدد سكانه بـ 384 نسمة حسب الإحصاء الرسمي للسكان والسكنى لسنة 2004.

## روابط خارجية
- البوابة الوطنية للجماعات الترابية
- المندوبية السامية للتخطيط